# Fernand Jourdant
Fernand Jourdant (* 3. Februar 1903 in Flers; † 2. Januar 1956 in Toulouse) war ein französischer Degenfechter.

## Erfolge
Fernand Jourdant wurde 1927 in Vichy im Einzel sowie 1931 in Wien mit der Mannschaft Vizeweltmeister. Er nahm an den Olympischen Spielen 1932 in Los Angeles teil, bei denen er mit der Mannschaft die Finalrunde erreichte und diese ungeschlagen auf dem ersten Platz abschloss. Gemeinsam mit Georges Buchard, Philippe Cattiau, Jean Piot, Bernard Schmetz und Georges Tainturier wurde Jourdant somit Olympiasieger.
In seiner Heimatstadt Toulouse wurde eine Straße nach ihm benannt.